# Nádia Almada
Nádia Almada (Campanário, Ribeira Brava, Madeira, 28 de Janeiro de 1977) é uma cantora portuguesa. Conhecida pelo facto de ter sido vencedora em 2004 da quinta edição do programa Big Brother do Reino Unido e por ter se lançado como artista pop no Reino Unido.

## Biografia
Nádia nasceu no Campanário, na região autónoma portuguesa da Madeira. É filha de Conceição e de José Luís Almada. Quando tinha 11 anos, a sua família deixou a localidade do Campanário emigrando para Pretória, na África do Sul. Aos 16, sua mãe separa-se do pai (devido aos problemas de alcoolismo deste) e Nádia regressa à Madeira com os irmãos.
Em 1996 Almada decide emigrar para Inglaterra, fixando residência em Woking, onde trabalhou como atendente e funcionária de um banco. Poucos meses antes de entrar no programa Big Brother, Almada tinha se submetido à cirurgia de redesignação sexual - CRS. Os outros participantes no programa não sabiam da transsexualidade de Almada, mas o público conhecia a sua situação. Ela temia ser expulsa pelo público logo na primeira semana do concurso, mas rapidamente se tornou uma das concorrentes mais populares do programa. A sua vitória, com cerca de quatro milhões de votos e uma audiência no último programa de nove milhões de telespectadores, foi saudada por grupos de defesa dos direitos LGBT no Reino Unido.
Desde então, Nádia lançou uma canção intitulada A Little Bit Of Action, que foi um sucesso da música pop no Reino Unido. Teve ainda uma pequena participação na telenovela Hollyoaks e é uma figura frequente nas revistas de celebridades. Em 2005, ela passou os últimos dias do programa Big Brother da Austrália com os três concorrentes finalistas, tendo também se tornado popular entre o público daquele país.